# Panbulgarismus
Panbulgarismus ist ein von Kritikern verwendeter Begriff für verschiedene Sonderformen des bulgarischen Nationalismus bzw. der bulgarischen Geschichtsauffassung. Diese panbulgarischen Ideen stehen sowohl dem Panturkismus bzw. Panturanismus als auch dem Panslawismus (z. B. Panserbismus) entgegen.

## Panbulgarismus in Bezug auf slawische Völker
Der Begriff wurde erstmals 1885 von österreichisch-ungarischer Seite verwendet, um bulgarische Bestrebungen zur Vereinigung des Fürstentums Bulgarien (Kleinbulgarien) mit dem autonomen osmanischen Ost-Rumelien zu beschreiben.
Vor allem griechische und serbische Kritiker beklagen einen vermeintlichen Panbulgarismus gegenüber Mazedonien, dessen Bevölkerung nach bulgarischer Auffassung ein bulgarisches Brudervolk sei, siehe Protobulgaren und slawische Mazedonier.

## Panbulgarismus in Bezug auf Turkvölker
Als panbulgarisch wird zudem die Idee der Einordnung der Turksprachen der Wolgabulgaren, Tschuwaschen, Baschkiren, Tataren usw. zu einer vermeintlich Ostbulgarischen Sprachgruppe innerhalb einer Bulgarischen Sprachfamilie bezeichnet.